# Zápas na Letních olympijských hrách 1980 – muži, řecko-římský do 62 kg
Zápas řecko-římský ve váhové kategorii do 62 kg probíhal na Letních olympijských hrách 1980 v Moskvě, v atletické hale CSKA Moskva. O medaile se utkalo celkem 11 zápasníků.

## Turnajové výsledky
Za prohru zápasníci získávají záporné body. 6 bodů vyřazuje zápasníka z dalších bojů. Poté, co zbývají poslední tři borci, utkají se tito ve finálovém kole o medaile.
Legenda
- TF — Lopatkové vítězství
- IN — Vítězství pro soupeřovo zranění
- DQ — Vítězství pro soupeřovu pasivitu
- D1 — Vítězství pro soupeřovu pasivitu, vítěz taktéž napomínán
- D2 — Oba zápasníci diskvalifikováni pro pasivitu
- FF — Kontumační vítězství
- DNA — Soupeř nenastoupil
- TPP — Trestné body celkem
- MPP — Trestné body za zápas

Sankce
- 0 – Lopatkové vítězství, technická převaha, pro pasivitu, zranění soupeře, nenastoupení
- 0,5 – Výhra na body, 8-11 bodů rozdíl
- 1 – Výhra na body, 1-7 bodů rozdíl
- 2 – Výhra pro pasivitu, vítěz taktéž napomínán
- 3 – Prohra na body, 1-7 body rozdíl
- 3,5 – Prohra na body, 8-11 bodů rozdílu
- 4 – Prohra lopatková, technickou převahu, pro pasivitu, zranění, nenastoupení

### Kolo 1
| TPP | MPP |                       | Score     |                        | MPP | TPP |
| --- | --- | --------------------- | --------- | ---------------------- | --- | --- |
| 4   | 4   | Radwan Karout (SYR)   | DQ / 5:37 | Panaiot Kirov (BUL)    | 0   | 0   |
| 0   | 0   | István Tóth (HUN)     | TF / 1:21 | Sanay Ghulam (AFG)     | 4   | 4   |
| 1   | 1   | Stelios Myjakis (GRE) | 4 – 2     | Kazimierz Lipień (POL) | 3   | 3   |
| 1   | 1   | Lars Malmkvist (SWE)  | 4 – 2     | Ion Păun (ROU)         | 3   | 3   |
| 4   | 4   | Ivan Frgić (YUG)      | 1 – 19    | Boris Kramarenko (URS) | 0   | 0   |
| 0   |     | Michal Vejsada (TCH)  |           | Bye                    |     |     |

### Kolo 2
| TPP | MPP |                        | Score     |                       | MPP | TPP |
| --- | --- | ---------------------- | --------- | --------------------- | --- | --- |
| 4   | 4   | Michal Vejsada (TCH)   | TF / 2:14 | Radwan Karout (SYR)   | 0   | 4   |
| 4   | 4   | Panaiot Kirov (BUL)    | D1 / 7:00 | István Tóth (HUN)     | 2   | 2   |
| 8   | 4   | Sanay Ghulam (AFG)     | DQ / 3:28 | Stelios Myjakis (GRE) | 0   | 1   |
| 3   | 0   | Kazimierz Lipień (POL) | DQ / 5:29 | Lars Malmkvist (SWE)  | 4   | 5   |
| 7   | 4   | Ion Păun (ROU)         | DQ / 6:54 | Ivan Frgić (YUG)      | 0   | 4   |
| 0   |     | Boris Kramarenko (URS) |           | Bye                   |     |     |

### Kolo 3
| TPP | MPP |                        | Score     |                        | MPP | TPP |
| --- | --- | ---------------------- | --------- | ---------------------- | --- | --- |
| 0   | 0   | Boris Kramarenko (URS) | DQ / 8:29 | Michal Vejsada (TCH)   | 4   | 8   |
| 8   | 4   | Radwan Karout (SYR)    | DQ / 7:06 | István Tóth (HUN)      | 0   | 2   |
| 5   | 1   | Panaiot Kirov (BUL)    | 5 – 3     | Kazimierz Lipień (POL) | 3   | 6   |
| 5   | 4   | Stelios Myjakis (GRE)  | D2 / 8:05 | Lars Malmkvist (SWE)   | 4   | 9   |
| 4   |     | Ivan Frgić (YUG)       |           | Bye                    |     |     |

### Kolo 4
| TPP | MPP |                        | Score     |                     | MPP | TPP |
| --- | --- | ---------------------- | --------- | ------------------- | --- | --- |
| 4   | 0   | Ivan Frgić (YUG)       | DQ / 7:15 | Panaiot Kirov (BUL) | 4   | 9   |
| 4   | 4   | Boris Kramarenko (URS) | DQ / 7:27 | István Tóth (HUN)   | 0   | 2   |
| 5   |     | Stelios Myjakis (GRE)  |           | Bye                 |     |     |

### Kolo 5
| TPP | MPP |                       | Score |                        | MPP | TPP |
| --- | --- | --------------------- | ----- | ---------------------- | --- | --- |
| 6   | 1   | Stelios Myjakis (GRE) | 6 – 3 | Boris Kramarenko (URS) | 3   | 7   |
| 7   | 3   | Ivan Frgić (YUG)      | 4 – 8 | István Tóth (HUN)      | 1   | 3   |

### Finále
Výsledky z předchozích kol se započítávají do finále (žlutě zvýrazněno)
| TPP | MPP |                        | Score     |                        | MPP | TPP |
| --- | --- | ---------------------- | --------- | ---------------------- | --- | --- |
|     | 4   | Boris Kramarenko (URS) | DQ / 7:27 | István Tóth (HUN)      | 0   |     |
|     | 1   | Stelios Myjakis (GRE)  | 6 – 3     | Boris Kramarenko (URS) | 3   | 7   |
| 1   | 0   | Stelios Myjakis (GRE)  | DQ / 8:27 | István Tóth (HUN)      | 4   | 4   |

## Finálové pořadí
1. Stelios Myjakis (GRE)
2. István Tóth (HUN)
3. Boris Kramarenko (URS)
4. Ivan Frgić (YUG)
5. Panaiot Kirov (BUL)
6. Kazimierz Lipień (POL)
7. Radwan Karout (SYR)
8. Michal Vejsada (TCH)